# Districtul Zaouiet Kounta
Zaouiet Kounta este un district din provincia Adrar, Algeria.